# Peristeri
Peristeri (grčki : Περιστέρι, što na grčkom znači golub) je grad i prigradska općina u zapadnom dijelu aglomeracije Atene u Grčkoj. Sa 133.630 stanovnika (popis iz 2021.),  zauzima mjesto sedmog najvećeg grada i općine u Grčkoj po broju stanovnika.
Peristeri je pobratimljen sa:
- Iaşi, Rumunjska
- Rousse, Bugarska[1]